# PS-Speicher
Der PS-Speicher (Eigenschreibweise PS.SPEICHER) ist ein Motorrad- und Automobil-Museum im niedersächsischen Einbeck. Es beschreibt sich selbst als Erlebnisausstellung zur Entwicklung der individuellen Mobilität auf Rädern. Träger des PS-Speicher ist die gemeinnützige Stiftung PS.SPEICHER. Das Museum wurde am 23. Juli 2014 eröffnet.

## Beschreibung

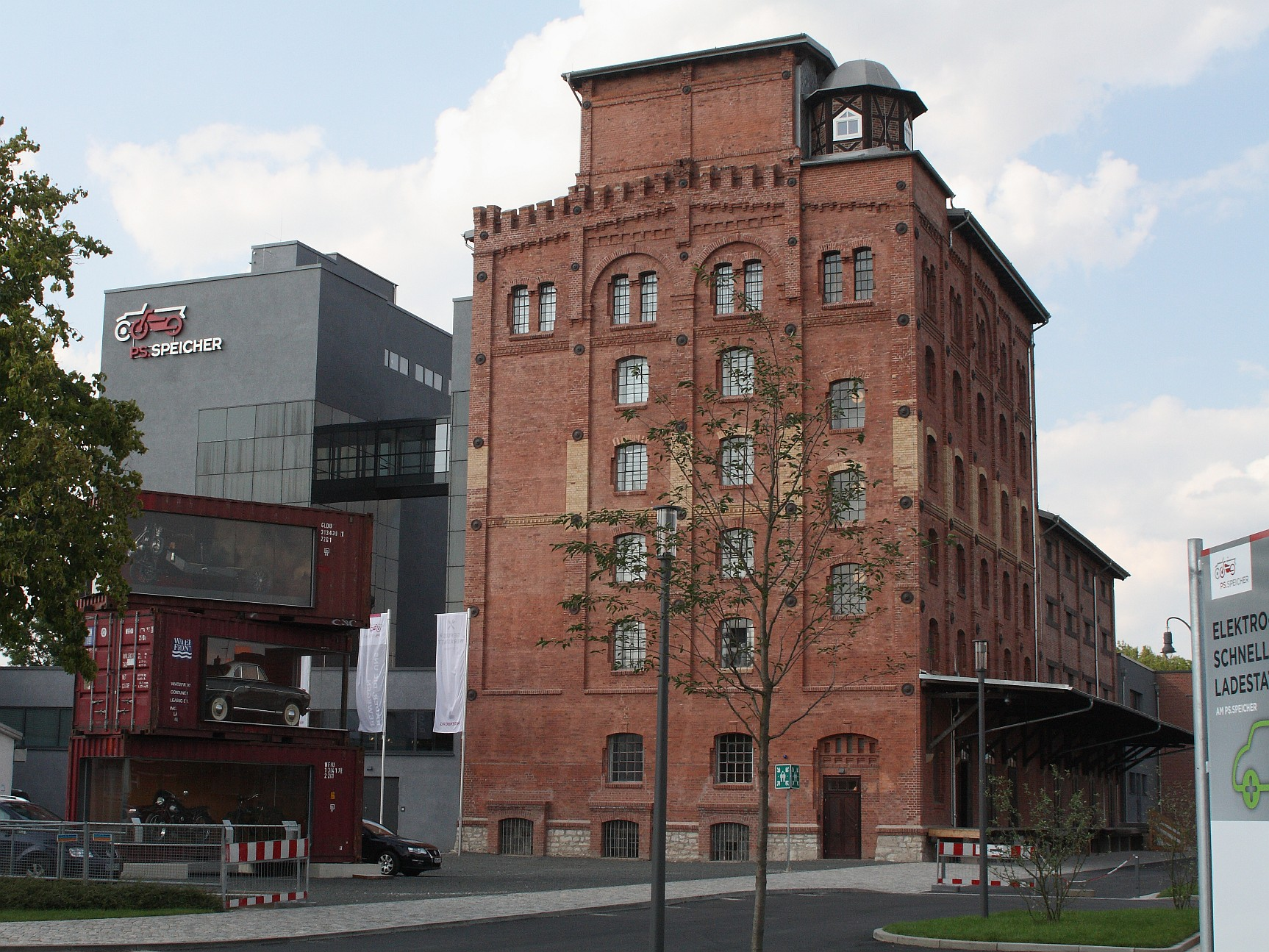
Blick von Süden auf das Gebäudeensemble des Museums PS-Speicher mit denkmalgeschütztem, ehemaligen Kornhaus

Es werden mehr als 400 historische Fahrräder, Motorräder und Automobile aus den vergangenen 130 Jahren präsentiert, die die Geschichte der motorisierten Fortbewegung von ihren Anfängen bis hin zu aktuellen Zukunftsvisionen erzählen. Die Ausstellung basiert überwiegend auf Exponaten der weltweit größten Sammlung deutscher Motorräder, die der Privatsammler Karl-Heinz Rehkopf zusammengetragen und der 2009 gegründeten Kulturstiftung Kornhaus übereignet hatte, die im Dezember 2020 zur Stiftung PS.Speicher umfirmierte.
Das Areal mit über 25.000 m² Fläche befindet sich unweit des Tiedexer Tors. Der historische Kornspeicher von 1898 wurde von 2012 bis 2014 denkmalgerecht saniert und beherbergt nun die rund 4.000 m² große Hauptausstellung. Im Außenbereich stehen weitere 2.000 m² Ausstellungsfläche sowie 500 m² für Wechsel- und Sonderausstellungen zur Verfügung. Abgerundet wird das Angebot durch einen thematisch gestalteten Gastronomiebereich und einen, in Deutschland einzigartigen, öffentlich zugänglichen Rennsimulator mit 6 Freiheitsgraden und aufgesetztem Porsche 911.
Die gesamte Erlebnisausstellung des PS-Speicher inkl. der WC-Anlagen ist barrierefrei gestaltet. Die einzelnen Etagen sind mit einem großen Fahrstuhl zu erreichen.

## Ausstellungskonzept
Der PS-Speicher ist kein Museum im klassischen Sinne, sondern eine Erlebnisausstellung, die durch Sonderausstellungen und wechselnde Inszenierungen immer wieder neue Impulse setzen möchte. Sie präsentiert auf gut 4.000 m² alle Entwicklungsphasen der individuellen Motorisierung, thematisiert aber insbesondere auch deren Bedeutung für die Gesellschaft. Mithilfe moderner Medientechnik und einer innovativen Ausstellungsgestaltung werden die Inhalte anschaulich und teilweise interaktiv in Szene gesetzt.

### Hauptausstellung
Auf sechs Etagen führt die Hauptausstellung chronologisch durch alle Entwicklungsphasen der motorisierten Fahrzeuge. Dabei wird veranschaulicht, in welchen wirtschaftlichen, politischen und gesellschaftlichen Verhältnissen sich Menschen seit über 130 Jahren auf Rädern bewegen. Mehr als 300 Exponate, darunter zahlreiche Raritäten aus der weltgrößten privaten Sammlung deutscher Motorräder, erzählen Geschichten von technischem Fortschritt und individueller Mobilität. An rund 90 Multimedia-Stationen können die Besucher die gesellschaftlichen Hintergründe erkunden.
Der Rundgang durch die sechs Stockwerke des ehemaligen Kornspeichers ist als Zeitreise durch die Geschichte der motorisierten Fortbewegung gestaltet und führt chronologisch von oben nach unten. Er beginnt mit der Erfindung des Fahrrads, des Motorrads und des Automobils im 19. Jahrhundert, präsentiert wesentliche technische Errungenschaften des 20. Jahrhunderts und schließt den Kreis mit einem Lastenrad. In die Ausstellungsgestaltung sind zahlreiche Aktivstationen, Vertiefungstexte und Spielmöglichkeiten sowie mehrere Fotopunkte integriert. Besucher können sich aber auch selbst ans Steuer setzen und in einem Hanomag „Kommissbrot“ durch den Stadtverkehr der 1920er Jahre chauffieren.
Die präsentierten Themen in der Übersicht:
- Saal 1 – Der Motor kommt auf die Straße (1812 bis 1914)
- Saal 2 – Das Motorrad für Jedermann (1914 bis 1929)
- Saal 3 – Volksfahrzeuge (1930 bis 1945)
- Saal 4 – Mobilität für den Wiederaufbau (1945 bis 1955)
- Saal 5 – Harte Fakten in Ost und West (1950 bis 1961)
- Saal 6 – Freizeitgesellschaft (1961 bis 1970)
- Saal 7 – Die 80er Jahre bis Mauerfall (Ende 1970er bis 1989)
- Saal 8 – Aus den 1990ern bis in die Gegenwart[3]

Charakteristisch für diese Ausstellung ist die konsequente Inszenierung der Exponate in ihrem sozioökonomischen Zusammenhang: Nicht nur eine Straßenszene der „Goldenen Zwanziger“, auch die detailgetreu nachgestaltete Milchbar aus den 50er Jahren oder das Discofieber der „Seventies“ vermitteln neben Hintergrundwissen vor allem auch das Lebensgefühl der verschiedenen Epochen. In den einzelnen Texten finden sich im Museum zahlreiche Anknüpfpunkte an aktuelle gesellschaftspolitische Diskussionen rund um Energieeffizienz, Elektromobilität oder intelligente Vernetzung im Verkehr. Im Herbst 2022 etablierte der Ps-Speicher mit „Frau ans Steuer!“ und „Der grüne Faden“ zwei neue Erzählstränge in der Hauptausstellung.

### Wechsel- und Sonderausstellungen
Wechsel- und Sonderausstellungen kann der PS-Speicher aus den eigenen Sammlungen bestücken oder greift auf externe Leihgaben zurück.

### Kornhausausstellung
In einer separat zugänglichen Ausstellung zum historischen Kornspeicher veranschaulichen Film- und Fotodokumente sowie ein interaktives Modell die Architektur und die Geschichte des Gebäudes sowie die Funktionsweise der in Teilen gut erhaltenen historischen Lager- und Abfüllanlage.

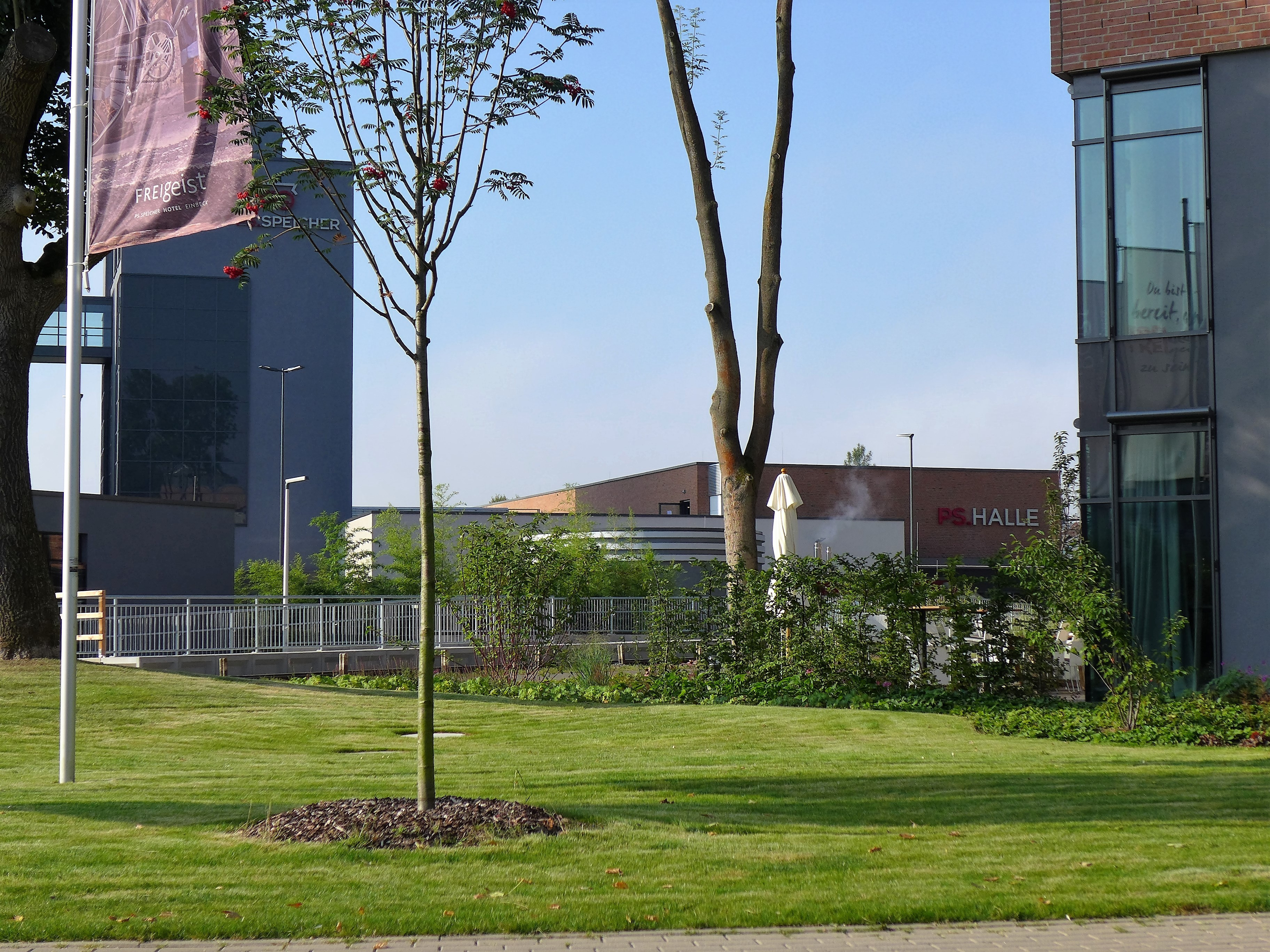
Die PS.Halle als Teil des Gebäudeensembles

### PS.Halle
2016 wurde das Gebäudeensemble um eine weitere Halle ergänzt. Das PS-Halle genannte Gebäude verfügt über eine Ausstellungsfläche von 750 m². An der Grundsteinlegung dieses Neubaus wirkte Frauke Heiligenstadt mit. Die Einweihung erfolgte im Oktober 2016.
Die PS-Halle dient gelegentlich auch kulturellen Veranstaltungen. Bereits einige Wochen vor der Einweihung fand dort das Eröffnungskonzert der Niedersächsischen Musiktage 2016 mit Martin Grubinger statt.

## Sammlungen

### Sammlung Motorrad
Auf 3500 Quadratmetern Fläche werden viele Motorräder präsentiert. Darunter befinden sich sowohl deutsche als auch internationale Marken. Die Zeitspanne reicht von den Anfängen bis in die 1980er Jahre. Abgebildet sind Phönix, BMW und Standard.

### Sammlung Automobil
Diese Sammlung zeigt rund 180 Pkw. Der Schwerpunkt liegt auf der Wirtschaftswunderzeit und deutsche Marken. So gibt es große Sammlungen der Marken Volkswagen, BMW, Ford, Mercedes-Benz, Opel, Adler und Borgward.

### Sammlung Kleinwagen
Hier sind rund 250 zwei-, drei- und vierrädrige Fahrzeuge ausgestellt, die überwiegend aus dem Automuseum Störy stammen. Erkennbar sind Citroën Dyane, Citroën 2CV, Morris Minor, Vélam Isetta, Innocenti Mini, BMW 600, Messerschmitt Kabinenroller und Zündapp Janus. Die Sammlung beruht zu Teilen auf der weltgrößte Klein- und Kleinstwagensammlung aus dem südniedersächsischen Ort Störy. Dort hatte das Ehepaar Künnecke historische Klein- und Kleinstwagen zusammengetragen und bis zum Jahr 2004 in einem Privatmuseum ausgestellt. Die Stiftung übernahm die Sammlung im Jahr 2012.

### Sammlung Lkw + Bus
Im Juni 2016 eröffnete im Otto-Hahn-Park (Otto-Hahn-Str. 3–5) in einer Halle mit 6000 m² Fläche das PS.Depot Lkw + Bus. (heute Sammlung LKW + Bus). Hier werden heute auf über 9000 m² Fläche über 300 meist fahrbereite Nutzfahrzeuge von Mercedes-Benz. Magirus, Tempo, Opel, Büssing oder Ford, gezeigt. 2015 übernahm der PS-Speicher mit mehr als 100 Exponaten die historischen, meist fahrbereiten Nutzfahrzeuge aus dem ehemaligen privaten mobilen Nutzfahrzeugmuseum aus Sittensen.

### Die Lanz-Wirtschaft in der Sammlung Lkw + Bus
Seit August 2020 ist die Sammlung um den Bereich der Lanz-Wirtschaft erweitert worden. Hier werden rund 30 Lanz Bulldogs sowie weitere landwirtschaftliche Exponate präsentiert. Der Großteil der ausgestellten Fahrzeuge ist fahrbereit. Darunter befinden sich auch einige Besonderheiten wie der kleinste (8 PS) und der größte (63 PS) je gebaute Lanz Bulldog mit Glühkopfmotor. Die Sammlung beherbergt auch sehr seltene Exponate, die in nur noch geringer Stückzahl erhalten sind. Darüber hinaus sind Dampfmaschinen, Dreschmaschinen, Raupen, Holzvergaser, Eilbulldogs und Ackerbulldogs zu sehen. Daneben sind einige Pkw ausgestellt.

### Schatzkammer
Im September 2023 öffnete der PS-Speicher mit seiner "Schatzkammer" eine weitere Sammlung. Seit über zwanzig Jahren bewahren einige Sammler ihre Fahrzeuge in einer Halle im Gebäude der heutigen Sammlung Motorrad. Vor allem Autos der 1930er-Jahre der Marken Maybach, Mercedes-Benz und Horch. 

## Exponate
Seit der Eröffnung werden dauerhaft rund 400 Exponate in der Haupt- und Sonderausstellung gezeigt, deren Zusammenstellung immer wieder wechselt. Den ersten Fahrrädern, Motorrädern und dem Benz Patent-Motorwagen Victoria aus dem Jahr 1894 folgen viele Varianten und Entwicklungen von Zwei-, Drei- und Vierrädern des 20. Jahrhunderts. Ein zeitgenössischer Porsche 911 als Rennsimulator, zukunftsweisende Antriebstechniken und gestalterische Visionen schlagen die Brücke in das aktuelle Jahrtausend.
Unter den Exponaten befinden sich u. a. ein Nachbau des Daimler-Reitwagens, das erste als „Motorrad“ bezeichnete Zweirad von Hildebrand und Wolfmüller, eine Victoria KR 1, eine Glas Goggo 200 sowie ein Fuldamobil S-1.

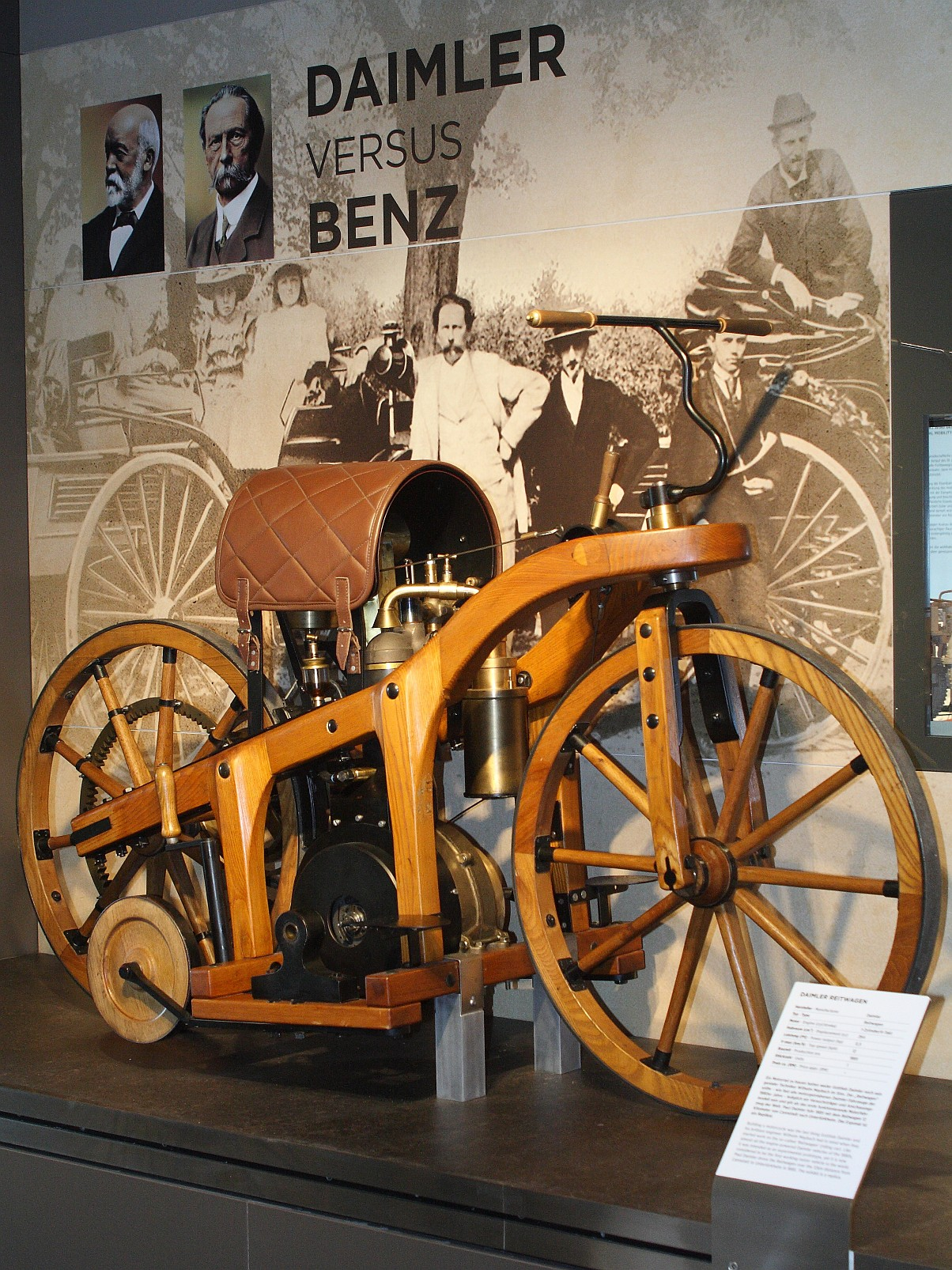
Daimler-Reitwagen (Nachbau)
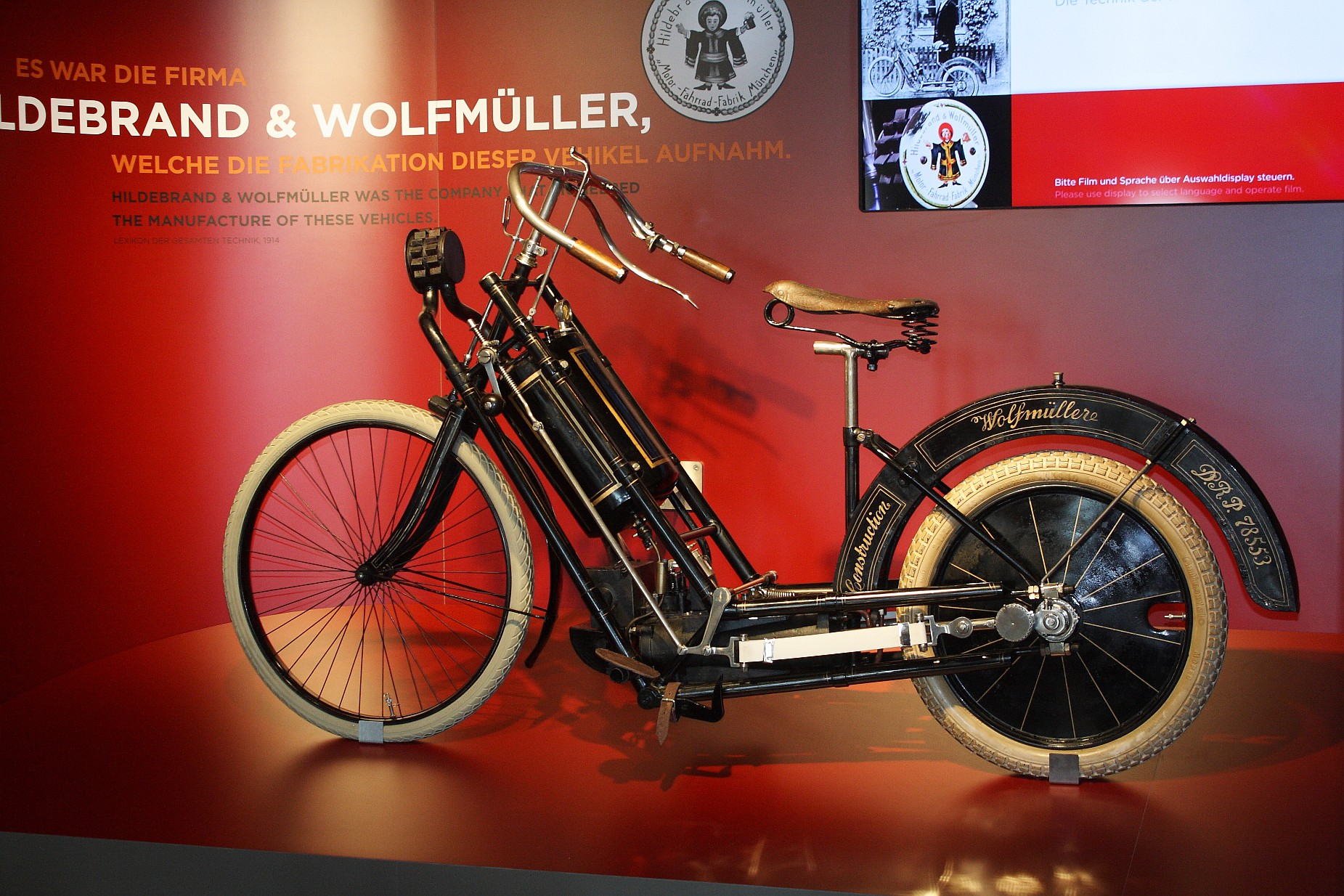
Hildebrand & Wolfmüller (1894)
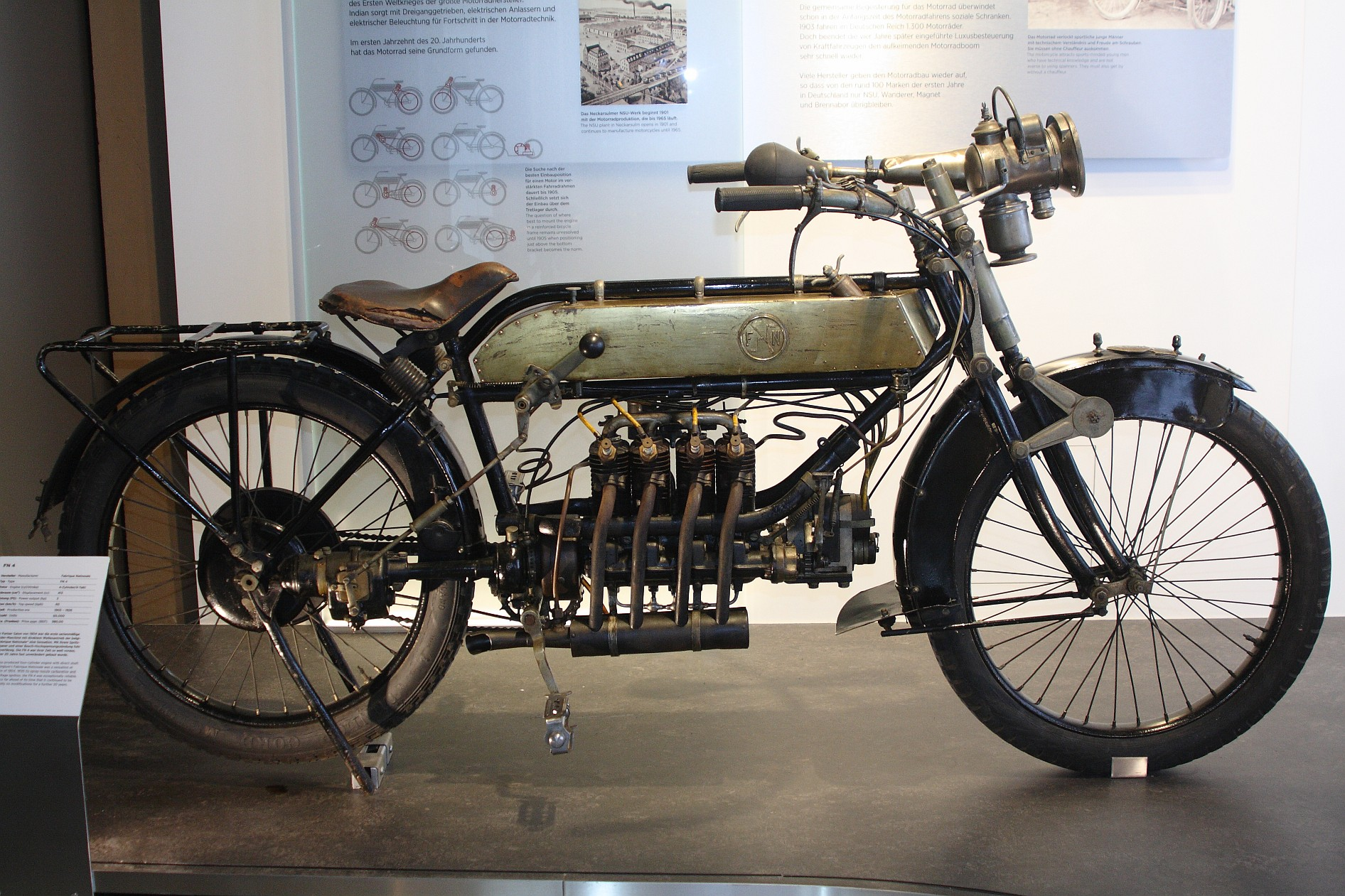
FN-Vierzylinder (vor 1914)
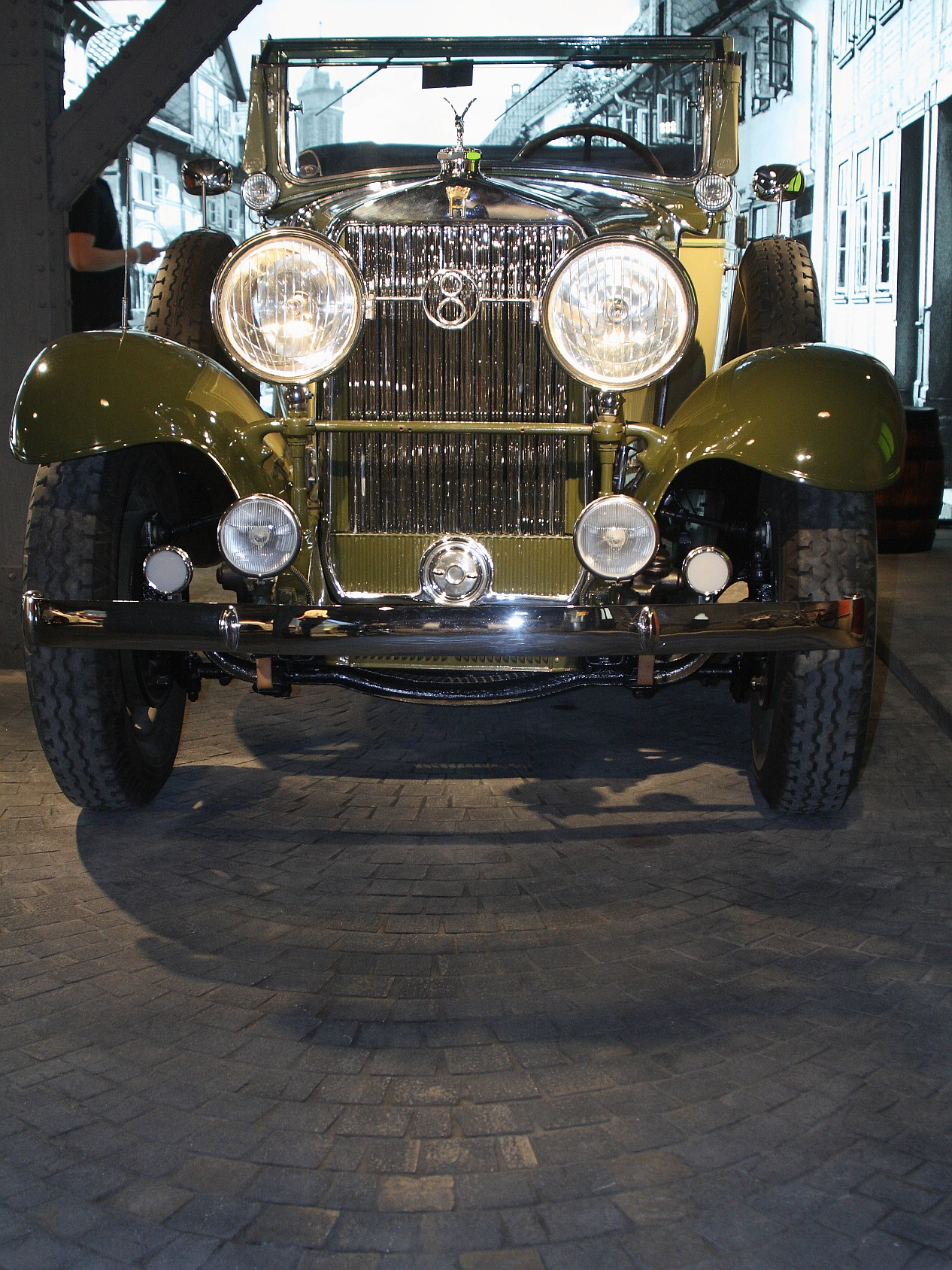
Horch 8 Typ 350 (1928–1930)

## Skulptur

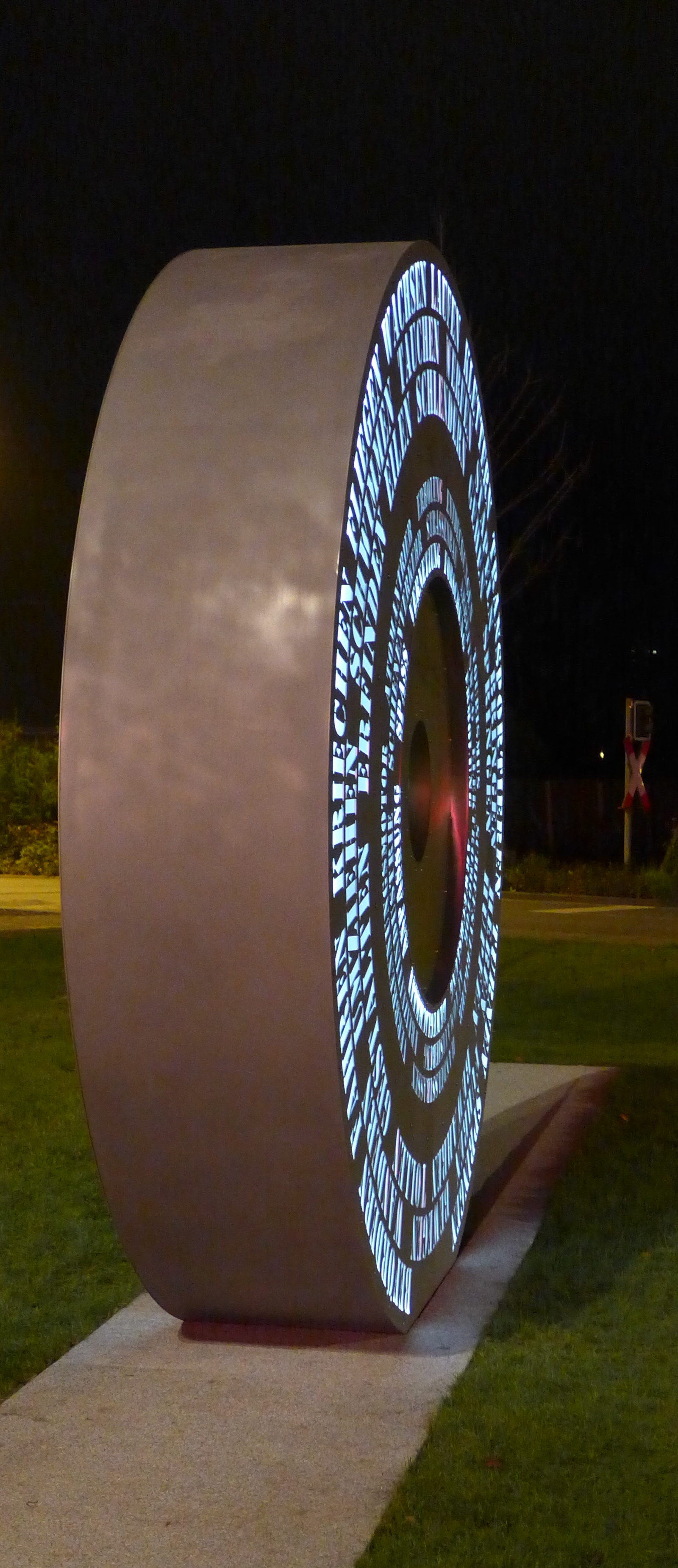
Seitenansicht der Skulptur

Auf dem Außengelände des PS-Speichers wurde 2014 die Skulptur Mobilität installiert, ein Projekt der von Carl-Ernst Büchting begründeten Stiftung: Sie wurde nach Plänen von Hans-Oiseau Kalkmann gebaut; Schülerinnen der Paul-Gerhardt-Schule Dassel und der Löns-Realschule Einbeck leisteten einen Beitrag.
Die Skulptur Mobilität besteht aus einem Rad mit einem Durchmesser von drei Metern, das im Wesentlichen aus Edelstahl gefertigt ist: Auf dem Radkörper sind in konzentrischen Kreisen Wörter dargestellt, die bei Dunkelheit von innen beleuchtet werden. Der innere Ring weist eine akustische Installation auf, die durch unmittelbare Annäherung an den Mittelpunkt auszulösen ist. Die Skulptur ist auf einem Granit-Block platziert.
Das im PS-Speicher mittels Oldtimern inszenierte Thema Mobilität wird von der Skulptur mittels Begriffen und Tönen ergänzt. Die Begriffe sind auf der Vorder- und Rückseite des Radkörpers zu insgesamt vier verschiedenen Gruppen gebündelt. Geräusche, die durch die Bewegung von Objekten entstehen, machen die Klangskulptur in der Mitte des Rades aus.